# Somalische renvogel
De Somalische renvogel (Cursorius somalensis) is een vogel uit de familie renvogels en vorkstaartplevieren (Glareolidae).

## Verspreiding en leefgebied
Deze soort komt voor in noordoostelijk Afrika en telt twee ondersoorten:
- C. s. somalensis: Eritrea, oostelijk Ethiopië en noordelijk Somalië.
- C. s. littoralis: zuidoostelijk Soedan, noordelijk en oostelijk Kenia en zuidelijk Somalië.